# Buthaina al-Yaqoubi
Buthaina Al-Yaqoubi (Buthayna Eid Al-Yaqoubi, arabisch بثينة عيد اليعقوبي, DMG Buṯaina ʿĪd al-Yaʿqūbī; * 31. Januar 1991) ist eine ehemalige omanische Sprinterin.

## Sportliche Laufbahn
Sie trat als erste Frau für den Oman bei den Olympischen Spielen 2008 in Peking an. Im Wettbewerb über 100 m schied sie in den Vorläufen aus.